# Jamaicai todi
A jamaicai todi (Todus todus) a madarak (Aves) osztályának szalakótaalakúak (Coraciiformes) rendjébe és a todifélék (Todidae) családjába tartozó faj.

## Rendszerezése
A fajt Carl von Linné svéd természettudós írta le 1758-ban, az Alcedo nembe Alcedo Todus néven.

## Előfordulása
Jamaica területén honos. A természetes élőhelye szubtrópusi és trópusi síkvidéki- és hegyi esőerdők, mangroveerdők és száraz erdők. Állandó, nem vonuló faj.

## Megjelenése
Testhossza 9-11 centiméter, testtömege 5,5–7,2 gramm.

## Életmódja
Rovarok táplálkozik, de kisebb gyümölcsöket is fogyaszt.

## Szaporodása
A fészek egy meredek partoldalba vájt 30 centiméter mély üreg.

## Természetvédelmi helyzete
Az elterjedési területe elég kicsi, egyedszáma viszont csökken, de még nem éri el a kritikus szintet. A Természetvédelmi Világszövetség Vörös listáján nem fenyegetett fajként szerepel.

## Külső hivatkozások
- Képek az interneten a fajról
- Internet Bird Collection - videók a fajról
- Xeno-canto.org - a faj hangja és elterjedési területe